# MUSIC PLUS
M+(MUSIC PLUS)（ミュージック・プラス）は、J-WAVEで2005年4月から2010年9月30日まで放送されていたラジオ番組。

## 概要
2005年4月、南美布の留学に伴い終了した『VIVA! ACCESS』のあとをうけ、同じ時間帯での音楽リクエスト番組としてスタートした。同年3月にJ-WAVEのウェブサイトがリニューアル。その目玉が「ブログの導入」であり、この新方針に際して、当番組は番組サイトコンテンツをすべてMovable Typeによって管理する最前線に当たる番組となった。このため番組内でもインターネットに関係する内容が多い。また2009年12月からはTwitterアカウントを開設、さらにUstreamでスタジオ内の映像のライブ配信を行っている。
2010年6月7日〜6月18日、DJ TAROの不調により南美布がピンチヒッターで登場していた。

## 放送時間
- 月曜-木曜 11:30-14:00

Brandnew Jで同時放送

## ナビゲーター
- DJ TARO

## 主なコーナー
番組終了時点
- NIPPON EXPRESS BUZZ FLASH!
- RIP SERVICE - ナビゲーター：RIP SLYME
- Body Movin'!
- CHECK THE HOT 100 - ナビゲーター：クリス・ペプラー
- COLORS OF HAWAII - ナビゲーター：内田佐知子
  - ハワイ・ワイキキ市内のスタジオからの生放送。ハワイアンソングとともに、ハワイの最新情報を伝える。衛星回線を使っての生中継のため、たびたび回線が途切れることがある。その間は波の音を流してフィラーとして繋いでいる。ハワイ州観光局提供。

## ブログ企画
番組サイト内のブログの筆者にアーティストなどをすえ、彼らを随時番組内に登場させながら特定の企画を進行させている。（外部リンク参照）
主な参加ブロガー
- 鮎瀬梢（シンガーソングライター）
- 道蔦岳史 （クイズ王、クイズ作家）
- 菊地奈々子 （プロボクサー）
- Def Tech
- 阿部美穂子 （タレント）
- 笹公人 （歌人）
- 湯川潮音 （シンガーソングライター）
- 東野翠れん （写真家）
- マッキー牧元 （タベアルキスト / 食ジャーナリスト）